# Miragoâne
Miragoâne (en criollo haitiano Miragwàn) es una comuna de Haití que está situada en el distrito de Miragoâne, del departamento de Nippes.

## Secciones
Está formado por las secciones de:
- Chalon (que abarca la villa de Miragoâne)
- Belle Rivière (también denominada Grande Rivière)
- Dessources
- Saint-Michel (que abarca el barrio de Saint-Michel)

## Demografía
| Gráfica de evolución demográfica de Miragoane entre 2009 y 2015 |
|                                                                 |

Los datos demográficos contemplados en este gráfico de la comuna de Miragoâne son estimaciones que se han cogido de 2009 a 2015 de la página del Instituto Haitiano de Estadística e Informática (IHSI). 